# Manuel Schäffler
Manuel Schäffler (Fürstenfeldbruck, Baviera, 6 de febrer de 1989) és un futbolista alemany que actualment juga de davanter.